# Лукьяновское военное кладбище
Военное кладбище (укр. Військове кладовище) ранее Лукьяновское военное кладбище — мемориальное кладбище в Киеве расположенное между улицами Дорогожицкой и Юрия Ильенко. Кроме Военного кладбища, есть ещё и  ГИМ Лукьяновский заповедник (бывшее Лукьяновское гражданское  кладбище)

## История
Кладбище возникло примерно на месте захоронений нижних чинов, погибших на фронтах Первой мировой войны, как филиал Лукьяновского гражданского кладбища (ГИМ Лукьяновский заповедник) теперь это две разных территории кладбищ. Воинский некрополь основан в 1943 году, сначала для упорядочения захоронений из военных госпиталей. Сюда также был перенесён прах участников обороны и освобождения Киева, похороненных в разных случайных местах.
На кладбище также расположены братские могилы (среди них — могила воинов 1-й Чехословацкой отдельной пехотной бригады, погибших при освобождении Киева), захоронения генералов и офицеров Советской армии, около ста Героев Советского Союза. Над многими могилами установлены скульптурные надгробия.
Также кладбище известно тем, что здесь похоронен один из самых противоречивых и талантливых украинских писателей XX века — Виктор Домонтович (Петров).
В 1950-х годах кладбище обнесено капитальным забором, а со стороны переулка между улицей Дорогожицкой и Юрия Ильенко построен парадный вход с торжественной архитектурно оформленной аркой.